# Karl-Heinz Möckel
Karl-Heinz Möckel (* 5. März 1947 in Frankfurt (Oder)) ist ein deutscher Politiker (CDU, bis 1990 DDR-CDU).

## Leben und Beruf
Möckel machte eine Lehre zum Elektromonteur und war in diesem Bereich ein Jahr lang beruflich tätig. 1967 ging er an die Deutsche Notenbank (später Staatsbank der DDR). An der Finanzabendschule machte er den Abschluss als Bankkaufmann. Viele Jahre war er Leiter bzw. amtierender Leiter der Wechselstellen in Frankfurt (Oder, Ahlbeck bzw. zu den Leipziger Messen). Da er sehr in der Evangelischen Kirche engagiert war, wurde er 1985 aus politischen Gründen aus der Staatsbank entlassen und war bis 1990 Leiter der Finanzen im Landgut Gronenfelde Frankfurt (Oder) (diakonische Einrichtung der Evangelischen Kirche). 1990 gründete er eine christliche Buchhandlung in Frankfurt (Oder).
Möckel ist verheiratet und hat 3 Kinder.

## Politische Tätigkeit
Möckel trat 1976 in die CDU der DDR ein. Er war von 1980 bis 1989 Mitglied der Bezirksrevisionskommission Frankfurt/Oder seiner Partei. Er wurde 1987 Kreisvorstandsmitglied und 1989 stellvertretender Kreisvorsitzender. Am 3. Juli 1991 rückte Möckel für den ausgetretenen Michael Fischer in den Landtag Brandenburg nach.